# Reforma rolna w Polsce (1920)
Reforma rolna w Polsce (1920) – ustawowe kształtowanie ustroju rolnego Polski,  opartego na silnych, zdrowych i zdolnych do wydatnej produkcji gospodarstwach różnego typu i wielkości, stanowiących prywatną własność ich posiadaczy. Ustrój rolny należy interpretować jako system społeczno-gospodarczy, który reguluje stosunki władania ziemią i sposobu jej użytkowania w rolnictwie. 

## Uchwała o reformie rolnej z 1919 r.
W niepodległej Polsce szerokie grono polityków i działaczy gospodarczych dążyło do szybkiego rozwiązania kwestii chłopskiej. Oficjalne akty prawne regulujące zasady przebudowy ustroju rolnego zapoczątkowane zostały „Uchwałą Sejmu Ustawodawczego z 1919 r. w przedmiocie zasad reformy rolnej”. Uchwała stanowiła istotny sygnał gotowości Sejmu Ustawodawczego do gruntownej reorganizacji struktury własnościowej wsi polskiej. Według uchwały ustrój rolny miał opierać się na silnych, zdrowych i zdolnych do intensywnej produkcji gospodarstwach rolnych. W tym zakresie założono, że będą tworzone nowe gospodarstwa drogą osadnictwa, powiększania karłowatych gospodarstw do rozmiarów samodzielnych jednostek oraz tworzone będą drobne gospodarstwa ogrodniczo-warzywne, a ponadto ogrody robotnicze i urzędnicze. Wskazano, że właścicielami lub posiadaczami ziemi uprawnej mogą być tylko osoby prowadzące osobiście samodzielne gospodarstwo lub ich spadkobiercy, z wyjątkiem ziemi oddawanej pod siedzibę ludności nierolniczej przez samorządy miejskie lub wiejskie. 
W uchwale przyjęto, że regulatorem władania ziemią w Polsce będzie Państwo, zaś przeprowadzenie reformy rolnej powierzone zostanie Głównemu Urzędowi Ziemskiemu, a w zakresie finansowym Państwowemu Banku Rolnego. W świetle postanowień zawartych w uchwale przyjęto, że w pierwszym rzędzie  parcelacji podlegać będą majątki ziemskie należące do państwa. W dalszej kolejności wywłaszczeniu na cele reformy rolnej miały także podlegać nieruchomości rolne należące do osób prawnych oraz instytucji publicznych a następnie ziemie pozostające w rękach prywatnych.  
Uchwała zabezpieczała właścicielowi dóbr ziemskich prawo tylko do jednego gospodarstwa. Zasadniczo maksimum indywidualnego posiadania, nie podlegające przymusowemu wykupowi  ustalono w granicach od 60 do 180 ha. Dla zaboru pruskiego i ziem wschodnich granica została podniesiona do 400 ha. 

## Ustawa o wykonaniu reformy rolnej z 1920 r.
Moc prawną Uchwały Sejmu Ustawodawczego  dała ustawa z 1920 r. o wykonaniu reformy rolnej, która określiła trzy zasadnicze zagadnienia, w tym zapasy ziemi przeznaczone do dyspozycji Głównego Urzędu Ziemskiego, zasady wykupu przymusowego i cena wykupu oraz  sposoby przeprowadzenia parcelacji majątków ziemskich. 

### Zapasy ziemi przeznaczone do parcelacji
W myśl ustawy z 1920 r. o wykonaniu reformy rolnej na cele przeprowadzenia reformy rolnej przeznaczono do dyspozycji Głównego Urzędu Ziemskiego następujące ziemie: dobra będące własnością państwa, dobra należące do członków byłej dynastii panujących zaborczych, dobra Rosyjskiego Banku Włościańskiego i byłej pruskiej Komisji Kolonizacyjnej, dobra tzw. martwej ręki (kościelne) i dobra innych instytucji publicznych. W dalszej kolejności zostały wymienione inne dobra i majątki, tym majątki ziemskie nieprawidłowo zagospodarowane,  oraz   wszystkie inne majątki ziemskie prywatne, nie wykluczając ordynacji. 

### Zasady wykupu przymusowego majątków ziemskich
Ustawa wprowadzała przymusowy wykup majątków ziemskich poza maksymalną granicą obszarową: 60 ha w majątkach położonych w okręgach przemysłowych i podmiejskich oraz 400 ha na ziemiach wschodnich Rzeczpospolitej i niektórych częściach ziem b. zaboru pruskiego. Na pozostałym obszarze parcelacji podlegały majątki powyżej  180 ha. Właścicielom majątków podlegających przymusowemu wykupowi przysługiwało prawo zatrzymania tylko jednego zabudowanego folwarku. Przed przystąpieniem do przymusowego wykupu ustawa przewidywała 30-dniowy termin do dobrowolnej sprzedaży nieruchomości Państwu.

### Rola Okręgowych Urzędów Ziemskich
Do wykupu dóbr prywatnych powołane zostały Okręgowe Urzędy Ziemskie, w obrębie których dana nieruchomość była położona. Przed przystąpieniem do przymusowego wykupu Okręgowy Urząd Ziemski zawiadamiał właściciela danej nieruchomości o zamierzonym wykupie, zakreślając mu 60-dniowy termin do dobrowolnej sprzedaży nieruchomości Państwu.
Sumę wykupu nieruchomości ustalała  Okręgowa Komisja Ziemska, na podstawie opinii komisji szacunkowej. Za podstawę ceny kupna przy układzie dobrowolnym  Okręgowy Urząd Ziemski określał zasady podobne  przy oszacowania majątków prywatnych jak przy wykupie przymusowym.

### Cena wykupu nieruchomości ziemskiej
Wysokość ceny wykupu zgodnie z ustawą stanowiła połowa przeciętnej ceny targowej, płacona za majątki o zbliżonym obszarze w danej okolicy. Z kolei budynki, należące do gospodarstwa i obiekty z nim związane, były  wykupowane według wartości, jaką miały w czasie budowy. Od niewypłaconej ceny wykupu ustawa przewidziała dla właściciela odsetki w stosunku 4% rocznie.
Po wykupie Okręgowy Urząd Ziemski obejmował wykupioną nieruchomość w fizyczne posiadanie.  Ustawa zobowiązywała Okręgowe Urzędy Ziemskie do przygotowania planu parcelacyjnego dla poszczególnych okręgów, obejmującego podział gruntów na: nowe gospodarstwa oraz powiększenie lub usamodzielnienie istniejących karłowatych gospodarstw rolnych.   Wprowadzono limit wielkości gospodarstw na poziomie maksimum 15 ha. Równocześnie przewidziano, że 20% ogółu parcelowanych gruntów może być przeznaczone na odsprzedaż małorolnym właścicielom w celu powiększenia ich gospodarstw, jednak maksymalnie do 23 ha, a na kresach kraju – do 45 ha.

## Struktura agrarna w świetle spisu rolnego z 1921 r.
Według danych  M. Mieszczankowskiego  opracowanych w oparciu o dane spisu rolnego z 1921 r. struktura agrarna Polski  przedstawiała się następująco:
| Grupy gospodarstw | Lczba gospodarstw | Procent | Ogólna powierzchnia w ha | Procent |
| Do 2 ha           | 1108758           | 33,9    | 1075610                  | 3,5     |
| 2-5 ha            | 1001851           | 30,7    | 3432560                  | 11,3    |
| 5-10 ha           | 733256            | 22,5    | 5156848                  | 17,0    |
| 10-20 ha          | 311529            | 9,6     | 4190220                  | 13,8    |
| 20-50 ha          | 76436             | 2,4     | 2141374                  | 7,1     |
| 50-100 ha         | 11163             | 0,3     | 754880                   | 2,5     |
| Powyżej 100 ha    | 18913             | 0,6     | 13589177                 | 44,8    |
| Ogółem            | 3261906           | 100,0   | 30340669                 | 100,0   |

Cechą charakterystyczną struktury agrarnej była -  według spisu rolnego -wysoka  koncentrację ziemi  gospodarstwa powyżej 100 ha, które stanowiąc niecały 1% wszystkich ziem. skupiały niemal połowę (44,8%) gruntów w całej Polsce. Na drugim biegunie struktury agrarnej znajdował się najliczniej reprezentowany, ponad dwumilionowy zbiór niesamowystarczalnych gospodarstw małorolnych (do 5 ha), których udział w ogólnej liczbie gospodarstw wyniósł ponad 60%. Udział zaś gospodarstw nieco większych obszarowo (20–50 ha) był relatywnie niewielki i wynosił 7,1%. 

## Realizacja  reformy rolnej w latach 1919-1924
Ustawa o reformie rolnej nie mogła być w pełnym zakresie wykonana, ponieważ uchwalona w 1921 r. Konstytucja RP gwarantowała prawo własności, co stało w sprzeczności z niepełną rekompensatą przewidywaną w przepisach prawnych. Właściwości powyższe spowodowały, że ustawa  wykonywana była w ograniczonym zakresie i nie odegrała oczekiwanej roli, co możemy zobaczyć w wynikach reformy rolnej zebranych przez GUS.
Według danych rocznika statystycznego z 1925/1926 wykonanie reformy przedstawiało się następująco: 
| Rok   | Liczba rozparcelowanych majątków | Liczba rozparcelowanych majątków | Liczba rozparcelowanych majątków | Liczba rozparcelowanych majątków | Obszar rozparcelowanych majątków w ha | Obszar rozparcelowanych majątków w ha | Obszar rozparcelowanych majątków w ha | Obszar rozparcelowanych majątków w ha |
| Rok   | Ogółem                           | Przez urzędy ziemskie            | Przez instytucje upoważnione     | Przez osoby prywatne             | Ogółem                                | Przez urzędy ziemskie                 | Przez instytucje upoważnione          | Przez osoby prywatne                  |
| 1919  | 25                               | 25                               | -                                | -                                | 6426                                  | 6426                                  | -                                     | -                                     |
| 1920  | 92                               | 42                               | 50                               | -                                | 19174                                 | 10738                                 | 8436                                  | -                                     |
| 1921  | 1359                             | 383                              | 271                              | 705                              | 170721                                | 70377                                 | 52545                                 | 47790                                 |
| 1922  | 1723                             | 265                              | 286                              | 1172                             | 154714                                | 48619                                 | 60527                                 | 45568                                 |
| 1923  | 1908                             | 572                              | 286                              | 1050                             | 142658                                | 47131                                 | 50732                                 | 44795                                 |
| 1924  | 1779                             | 397                              | 186                              | 1196                             | 114526                                | 48763                                 | 21460                                 | 44303                                 |
| Razem | 6886                             | 1684                             | 1079                             | 4123                             | 608219                                | 232054                                | 193700                                | 182456                                |

W latach 1919-1924 ogółem rozparcelowano 6 886 majątków ziemskich, w tym 24,4% przez urzędy ziemskie, 15,7%  przez inne upoważnione instytucje oraz w przeważającej mierze (59,9%) przez osoby prywatne.
W wyniku reformy rolnej utworzono 107 649 gospodarstw rolnych, w tym 29 900 samodzielnych, 67 713 uzupełniających, 8 495 rzemieślniczo-robotniczych oraz 1541 kolonii.  